# Caroussel-Marsch
Caroussel-Marsch (Marche du caroussel), op. 133, est une marche de Johann Strauss II (op. 133). L'œuvre est créée le 14 juin 1853 au Volksgarten de Vienne.

## Histoire
La raison et le nom de cette composition proviennent d'une représentation de jeux équestres (également appelés « caroussel ») dans ce qui sera plus tard la salle de spectacle de l'École espagnole d'équitation. Ces jeux équestres existent depuis le Moyen Âge et des compositeurs bien connus tels que Joseph Haydn et Ludwig van Beethoven (Yorkscher Marsch) ont contribué à ces événements. Strauss s'inspire pour écrire cette œuvre des articles de presse à ce sujet.

## Durée
Sa durée d'exécution est d'environ 2 minutes et 30 secondes. Elle peut varier quelque peu selon l'interprétation musicale du chef d'orchestre.

## Interprétations notables
La pièce est jouée lors du concert du nouvel an 1994, sous la direction de Lorin Maazel.